# Луда вожња
Луда вожња (енгл. Ride Along) је америчка акциона комедија из 2014. године режисера Тима Сторија, са Ајсом Кјубом, Кевином Хартом, Тиком Самптер и Џоном Легвизамом, Брусом Макгилом и Лоренсом Фишберном у главним улогама. Радња филма прати Бена Барбера, радника обезбеђења у средњој школи, који мора да докаже брату своје девојке да је достојан да се ожени њоме. 
Снимање је започето 31. октобра 2012. године у Атланти, а завршено је 19. децембра исте године. Након две премијере одржане у Атланти и Лос Анђелесу, филм је 17. јануара 2014. објављен у боскопима широм света.
Филм је наишао на генерално негативан пријем код критичара, с тим што су многи похвалили наступ Кевина Харта, али су с друге стране бројне замерке упућене ка радњи и због чињенице да је филм требало да траје мало дуже.  Али и поред тога, остварио је јако добру зараду у износу од 154,5 милиона $, што га у поређењу са буџетом од 25 милиона $ чини и те како успешним финансијским пројектом. Наставак под насловом Луда вожња 2 објављен је 2016. године.

## Радња
Последње 2 године, радник обезбеђења у средњој школи, Бен Барбер, покушава да покаже одликованом детективу Џејмсу Пејтону да није само зависник од видео-игрица недостојан његове сестре. Када Бена коначно приме на Полицијску академију, Џејмс га позива у вожњу по граду, са намером да га насмрт преплаши и установи да ли има оно што је потребно да би био са његовом сестром. Али када их дуга вожња одведе код најозоглашенијег криминалца у граду, Џејмс ће схватити да су брзоплета и брбљива уста његовог новог партнера опасна колико и меци који „зује” око њих...

## Улоге
| Глумац                | Улога                 |
| --------------------- | --------------------- |
| Ајс Кјуб              | Џејмс Пејтон          |
| Кевин Харт            | Бен Барбер            |
| Тика Самптер          | Анџела Пејтон         |
| Џон Легвизамо         | Сантијаго             |
| Брус Макгил           | поручник Брукс        |
| Лоренс Фишберн        | Омар                  |
| Брајан Кален          | Мигс                  |
| Гари Овен             | Луди Коди             |
| Џеј Фароа             | Ранфлет               |
| Дејвид Банер          | Џеј                   |
| Драгош Букур          | Марко                 |
| Гари Викс             | др. Кауан             |
| Јакоб Латимор         | Рамон                 |
| Бенџамин Флорес млађи | Морис, Ранфлетов брат |
| Џасмин Берк           | Ђина                  |